# Тулон-7
Тулон-7 (фр. Toulon-7) — упразднённый кантон на юго-востоке Франции, в регионе Прованс — Альпы — Лазурный Берег (департамент — Вар, округ — Тулон). Впервые кантон образован в 1973 году в качестве административного центра для части города Тулон.

## Состав кантона
До марта 2015 года включал в себя часть Тулона, площадь кантона — ? км², население — 9 745 человек (2010), плотность населения — ? чел/км².
| Коммуна | Французское название | Площадь, км²                | Население, чел. (2012)         |
| ------- | -------------------- | --------------------------- | ------------------------------ |
| Тулон   | Toulon               | Кантон: — ? (всего — 42,84) | Кантон: 9 745 (всего: 164 899) |

29 марта 2015 года кантон официально упразднён согласно директиве от 27 февраля 2014.